# Сквоб

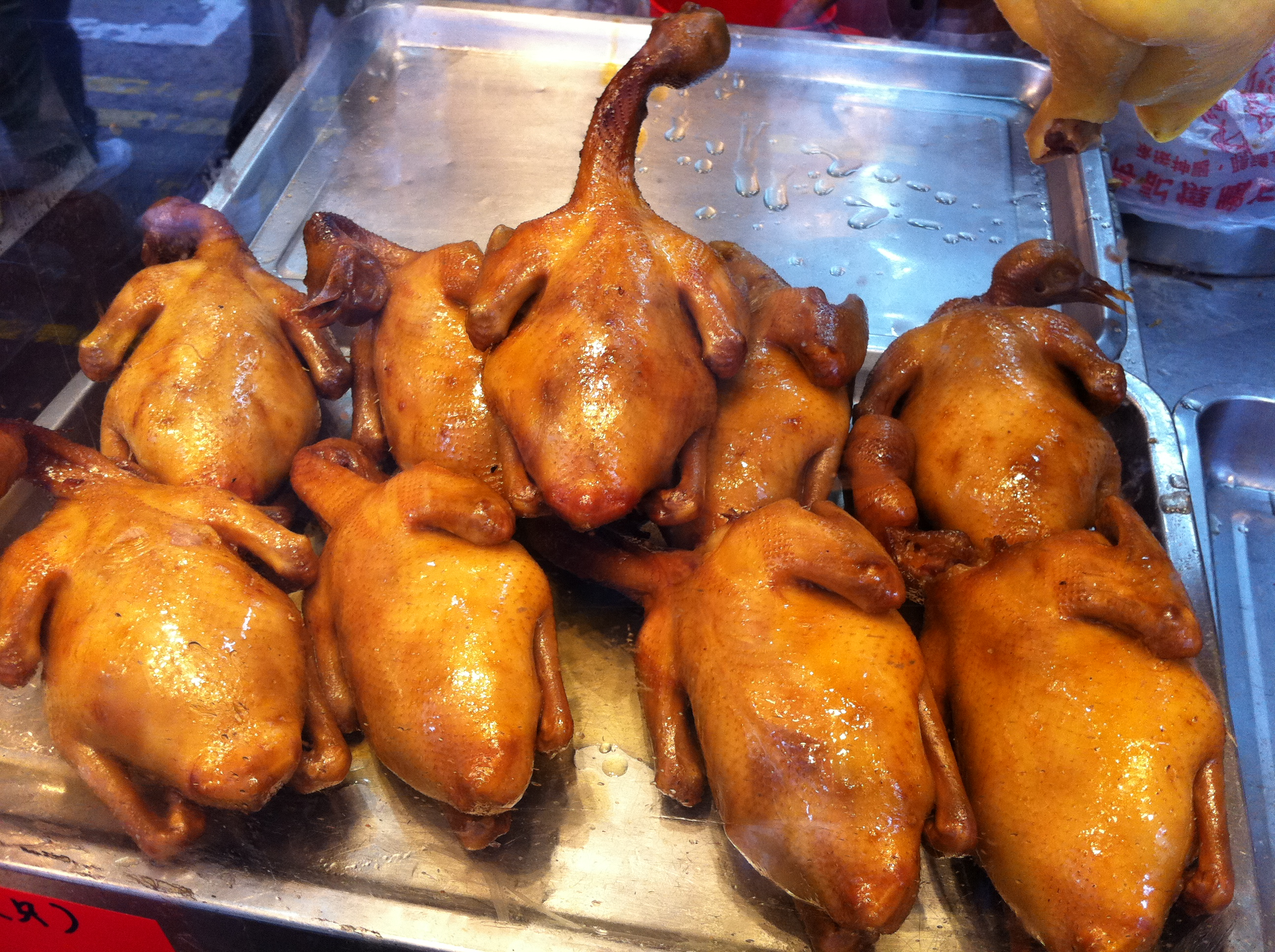
Жареные сквобы на противне

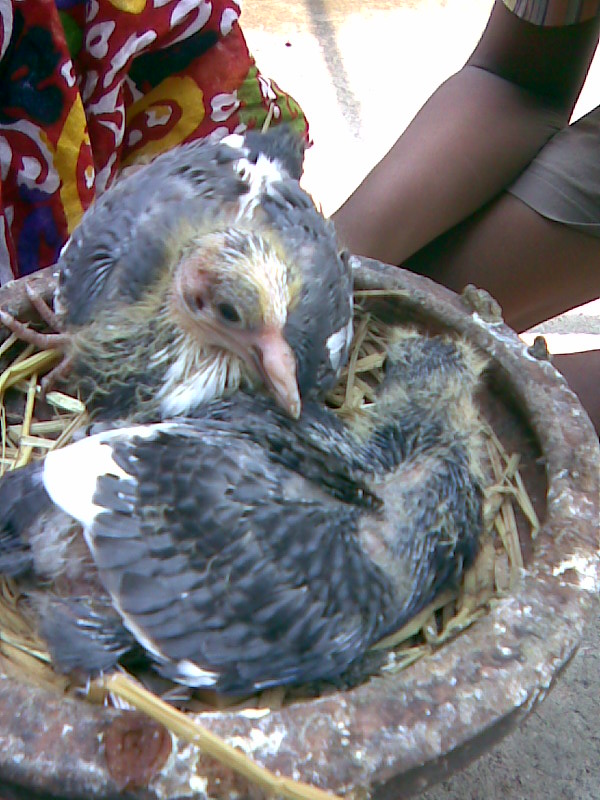
Птенец голубя, возраст около 20 дней

Сквоб (англ. squab) — молодой голубь, выращиваемый на мясо, а также мясо такого голубя. Сквобы забиваются на мясо прежде, чем начинают летать, как правило, в четырёхнедельном возрасте, поэтому их мясо нежное.
Слово «сквоб», вероятно, скандинавского происхождения (швед. skvabb — «жирный, тучный»). Ранее так называли мясо всех птиц семейства голубиных, в том числе вяхиря, горлицы и ныне вымершего странствующего голубя. В последнее время термин касается исключительно мяса домашнего голубя. Мясо взрослых голубей и дичи сквобом обычно не называют, добыча этого мяса — лишь побочный продукт спортивной охоты.
Голубей употребляли в пищу и в древности, и в Средние века, однако голубиное мясо было скорее деликатесом, чем основным продуктом питания. Сохранившиеся рецепты его приготовления подходят скорее для богатой праздничной трапезы, чем для ужина бедняка.
Промышленное производство сквобов развито в США. Современное производство основано на мясных породах голубей. Птенцов выращивают приблизительно до месячного возраста, когда они достигают размера взрослой птицы, и забивают прежде, чем они взлетят.

## История

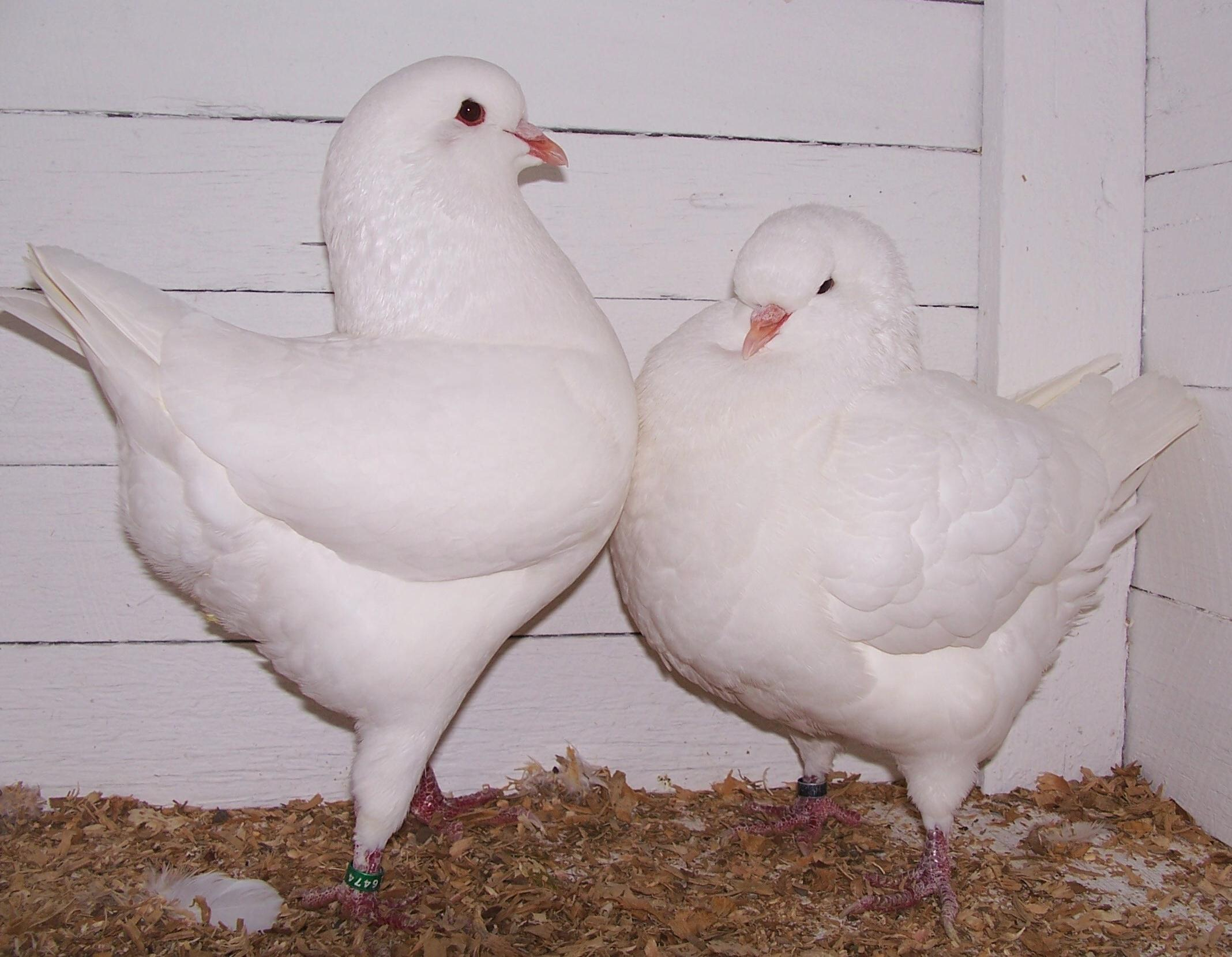
Пара королевских голубей. Большие мышцы груди характерны для мясных пород

Практика выращивать голубей в качестве домашней птицы, вероятно, пришла с Ближнего Востока. Голубей употребляли в пищу ещё в Древнем Египте, Древнем Риме и в средневековой Европе. Голубиное мясо упоминается в Священном Писании как пища израильтян. Ранние тексты о способах выращивания голубей, найденные в Испании, датируются 60 годом нашей эры. В прошлом на голубей охотились ради мяса, это был дешёвый и доступный источник белка.
В Тьерра-де-Кампос, бедном ресурсами регионе северо-западной Испании, мясо сквоба является важным дополнением к зерновым со времён Римской империи. Древнеримский врач Целий Аврелиан считал мясо сквоба лекарством от головной боли, а к XVI веку мнение врачей изменилось на противоположное: средневековые лекари считали, что поедание сквобов способно вызвать головную боль.
В Средние века в Европе строили голубятни — отдельные постройки, в которых выращивали голубей. Голубятни по праву считались «живыми кладовыми», где хранился источник мяса для неожиданных гостей, кроме того, продажа излишка птиц приносила дополнительный доход. Колонисты ввели голубятни в обиход жителей Южной Америки и Африки.
В средневековой Англии мясо сквоба ценилось высоко, хотя его доступность сильно зависела от времени года. Во время Второй мировой войны голубей ели, когда заканчивалась еда, выдаваемая по карточкам. В английской культуре голубятина ассоциируется с нищетой и военным дефицитом. Тем не менее, мясо сквоба в Англии продолжают употреблять.

## Разведение
Коммерческое разведение сквобов начато в Северной Америке с начала 1900-х годов. В 1986 году годовой объём производства в США и Канаде достиг полутора миллионов сквобов в год.
Голуби, в отличие от другой домашней птицы, для размножения должны образовать пары, птенцы выращиваются и выкармливаются до четырёхнедельного возраста обоими родителями. Пара голубей способна произвести 15 сквобов в год, десять пар голубей могут произвести восемь сквобов каждый месяц, и их даже не нужно кормить. Голуби, которые привыкли к своей голубятне, будут добывать пропитание самостоятельно, а для отдыха и размножения возвращаться домой.
В крупных мясных хозяйствах выращивают молодых голубей весом до 590 граммов, в то время как обычные домашние голуби в том же возрасте весят 230 граммов. Мясные породы голубей сформированы путем искусственного отбора, направленного на увеличение веса, быстрый рост, отличное здоровье и способность жить в условиях скученности, способность приносить здоровое потомство. Для повышения доходности в промышленном масштабе голубей могут выращивать по системе двух гнёзд: пока в одном гнезде растут птенцы, питаясь зобным молоком обоих родителей, мать откладывает ещё два яйца во второе гнездо. Другая стратегия повышения эффективности выращивания сквобов заключается в параллельном ведении двух селекционных линий: одна отбирается по признаку плодовитости, а другая — по степени развитости родительского поведения, которое жизненно важно для сквобов после двухнедельного возраста. Сквобы достигают размера взрослого голубя и подлежат забою примерно через месяц после выклёвывания. В этом возрасте они ещё не готовы к полёту, и их легко поймать.
В хорошо оборудованной голубятне птенцы вылупляются из 80—85 процентов отложенных яиц. Размер яйца влияет на выживаемость после вылупления, а также на размер птенца, но начиная с определённого возраста разница между птенцами, вылупившимися из яиц разного размера, нивелируется. Прямой зависимости между весом при вылуплении и весом откормленной птицы не выявлено.

## В кулинарии
- Белки — 17,5 г
- Жиры — 7,5 г
- Углеводы — 0
- Витамин А — 28 мкг
- Тиамин (B1) — 0,283 мг
- Рибофлавин (B2) — 0,285 мг
- Пантотеновая кислота (B5) — 0,787 мг
- Витамин B6 — 0,530 мг
- Фолиевая кислота (B9) — 7 мкг
- Витамин B12 — 0,47 мкг
- Витамин C — 7,2 мг
- Кальций — 13 мг
- Железо — 4,51 мг
- Магний — 25 мг
- Фосфор — 307 мг
- Калий — 237 мг
- Натрий — 51 мг
- Цинк — 2,70 мг
- Вода — 72,8 %
- Зола — 1,17 %
- Энергетическая ценность — 142 ккал

Сквоб обычно считается деликатесом. Мясо нежное, сочное и обладает более богатым вкусом, чем другие виды мяса птицы. Тушка содержит относительно мало мяса, основная его часть сконцентрирована в грудке, которая весит впятеро больше ножек. Кожа жирная, как у утки а мясо очень постное, тёмного цвета, легко усваивается, богато белками, витаминами и минералами. Говорят, что мясо сквоба имеет «шелковистую» текстуру, настолько оно нежное и тонкое по структуре. Вкус сквоба более мягкий, чем у дичи, обладает лёгким ягодным ароматом. Сквоб хорошо сочетается как с красными, так и с белыми винами.
Тепловая кулинарная обработка сквоба требует вдвое меньшего времени, чем обычное мясо птицы. Сквобы подходят для жарки и приготовления на гриле, в то время как обычных голубей лучше тушить или запекать.
Сквобы входят в современную кухню многих стран, в том числе Франции, США, Италии, Северной Африки и азиатских стран. К традиционным блюдам относятся грудка сквоба (фр. salmis), египетское блюдо махши (сквобы, фаршированные рисом или фрике и травами), марокканская пастилла. В Испании и Франции из сквобов готовят конфи.
В США сквобы являются редким деликатесом, предпочтение отдаётся более дешёвой курятине. Блюда из сквобов входят в меню американских ресторанов высокой кухни, таких как Le Cirque и The French Laundry, и рекомендуются некоторыми знаменитыми поварами. Цена на мясо сквобов доходит до двадцати долларов за килограмм, что дороже другого птичьего мяса.
В китайской кухне голубиное мясо подают к праздничной трапезе, например, на Китайский Новый год, обычно во фритюре В рецепте по-кантонски мясо, тушёное в соевом соусе с рисовым вином и бадьяном, обжаривают до хрустящей корочки. На рынках сквобов часто продают живыми, чтобы обеспечить свежесть мяса. Бо́льшая часть произведённого в США мяса сквобов реализуется в китайских кварталах.
Несмотря на относительную простоту разведения голубей, сквобов обычно не рассматривают в качестве ресурса для обеспечения продовольственной безопасности. В развитых странах мясо голубя считается экзотическим или даже неприятным для потребителей, считающих голубей источником антисанитарии и городскими вредителями. Однако оно содержит меньше патогенов, чем мясо других птиц, поэтому безопаснее для здоровья и может употребляться в пищу даже без сильной прожарки.